# 青春三部作
青春三部作（せいしゅんさんぶさく）は、小松江里子が脚本、堂本剛が主演を務めたTBS金曜9時枠の連続ドラマを指す。

## 青春三部作
- 若葉のころ（TBS：1996年4月12日 - 6月28日）
- 青の時代（TBS：1998年7月3日 - 9月11日）
- Summer Snow（TBS：2000年7月7日 - 9月15日）

| スタブアイコン | サブスタブ | この項目は、まだ閲覧者の調べものの参照としては役立たない、テレビ番組に関連した書きかけの項目です。この項目を加筆・訂正などしてくださる協力者を求めています（P:テレビ/PJ:放送または配信の番組）。 |